# Mobile Media API
Mobile Media API (MMAPI, JSR-135) — набор классов для J2ME, который позволяет проигрывать звук и видео; часть MIDP 2.0.

## Назначение
- Единообразный способ проигрывания всех видов звука и видео, независимо от того, находятся ли они в файле или загружаются через интернет.
- Задержки, возникающие в результате загрузки файлов и приведения телефона в нужное состояние, находятся под контролем программиста.

## Поддерживаемые форматы
MIDP 2.0 требует, чтобы телефон играл тоновые звуки и звуки в формате WAV. Проигрывание остальных форматов (MIDI, MP3, AMR, 3GP, MPEG-4, MMF, iMelody) необязательно. Тем не менее, на всех телефонах де-факто проигрывается MIDI.

## Важнейшие классы
Классы MMAPI находятся в пакете javax.microedition.media.
Класс Manager служит для создания плееров. Все плееры имеют интерфейс Player.
В составе MMAPI есть и другие классы и интерфейсы, которые служат для управления громкостью, реакции на события и т. д.

## Пять состояний плеера
Плеер имеет пять состояний:
- UNREALIZED (только что созданный);
- REALIZED (загруженный);
- PREFETCHED (готовый к проигрыванию);
- STARTED (в состоянии проигрывания);
- CLOSED (плеер больше не нужен).

Только что созданный функцией Manager.createPlayer() плеер находится в состоянии UNREALIZED.
Функция realize() загружает все ресурсы, нужные для проигрывания, за исключением «ценных и дефицитных» (в частности, читает файл или связывается с сервером). Плеер переводится из состояния UNREALIZED в состояние REALIZED. Вызов функции realize() может занимать некоторое время.
Функция prefetch() загружает «ценные и дефицитные ресурсы»; плеер переходит из состояния UNREALIZED или REALIZED в состояние PREFETCHED. Вызов функции prefetch() также может занимать некоторое время. В большинстве реализаций MMAPI в состоянии PREFETCHED может находиться только один плеер.
Функция start() запускает проигрывание, переводя плеер из состояний UNREALIZED, REALIZED или PREFETCHED в состояние STARTED. Если плеер был в состоянии PREFETCHED, функция start() гарантированно вызывается мгновенно. Если плеер перемотан на конец, функция start() начинает проигрывание сначала.
Функция close() вызывается, когда плеер больше не нужен. Плеер переходит в состояние CLOSED, и в этом состоянии его может уничтожить сборщик мусора.
Чтобы остановить плеер, вызывается функция stop(). При этом он переходит из состояния STARTED в состояние PREFETCHED (и никуда не перематывается).
Чтобы освободить дефицитные ресурсы, вызывается функция deallocate(). При этом он переходит из состояния STARTED или PREFETCHED в состояние REALIZED.
Функция deallocate() имеет ещё одну важную роль. Если перевод плеера в состояние REALIZED не завершился (то есть, файл не загружен до конца), загрузка файла прерывается, и плеер остаётся в состоянии UNREALIZED.
В состояние UNREALIZED пути нет.

## Интерфейс Control
Пустой интерфейс Control служит базой для конструирования различных интерфейсов управления проигрыванием. Несколько наследников Control определено в пакете javax.microedition.media.control: ToneControl, VolumeControl, MIDIControl и т. д.

## Простейший пример кода
```
 
import
 
javax.microedition.media.*
;

 

 
Player
 
p
 
=
 
Manager
.
createPlayer
(
"http://www.fishy.com/my.mp3"
,
 
"audio/mp3"
);

 
p
.
start
();

```

## Телефоны, поддерживающие MMAPI
MMAPI является частью MIDP 2.0. То есть, любой телефон, поддерживающий MIDP 2.0, обязан поддерживать MMAPI. Вот (не исчерпывающий) список телефонов с MIDP 1.0, которые поддерживают MMAPI.
Nokia
- Все телефоны Series 60, кроме 7650 и Siemens SX1.

Sony Ericsson
- Все модели с поддержкой J2ME.

Siemens
- Все модели с экраном 101×80 (M55, S55 и др.) имеют собственный набор классов для проигрывания мультимедиа, похожий на MMAPI.

## Проблемы
MMAPI предназначен для проигрывания звука, видео и т. д. в мультимедийных приложениях. Например, на телефоне Motorola E398 встроенный аудиоплеер написан на Java, с использованием MMAPI. Однако MMAPI плохо подходит для реализации звуковых эффектов в мобильных играх, так как у каждого телефона свои тонкости. Одни позволяют держать все звуки одновременно в состоянии PREFETCHED и проигрывать их в любой момент; в других приходится прибегать к различным ухищрениям. Бывают и менее очевидные тонкости. Бывает, что между остановкой и повторным проигрыванием плеера должно пройти некоторое время, на некоторых отнюдь не устаревших моделях это время составляет 1—2 с!
Некоторые «тонкости» в действительности являются прямыми нарушениями стандарта.

### Наиболее распространённые нарушения стандарта
По стандарту, если плеер находится в состоянии UNREALIZED, команда start() сначала переведёт его в REALIZED, затем в PREFETCHED, затем в STARTED. Некоторые телефоны не допускают таких «перепрыгиваний»; требуется явно задавать realize(), prefetch(), start().
Некоторые телефоны загружают файлы отложенно, что также противоречит стандарту. Предположим, плеер создан и переведён в состояние PREFETCHED. По стандарту, команда start() должна вызываться мгновенно. Но некоторые реализации MMAPI проводят загрузку только по команде start() (и лишь повторные start() действительно вызываются мгновенно).
По стандарту, если проигрывание закончилось, то после повторной команды start() плеер должен начать проигрывание сначала. На некоторых телефонах такой плеер ничего не играет, пока не будет явно перемотан назад функцией setMediaTime(0).

### В ожидании MIDP 3.0
Предполагается, что ещё не вышедший MIDP 3.0 решит этот разнобой, ужесточив требования к реализации MMAPI.